# ماریون استوکس
ماریون مارگریت استوکس (به انگلیسی: Marion Marguerite Stokes) (۲۵ نوامبر ۱۹۲۹–۱۴ دسامبر ۲۰۱۲) یک تسهیل‌گر دسترسی به برنامه‌های تلویزیون، مدافع حقوق مدنی، فعال، کتابدار، و آرشیویست پرکار بود که به ویژه به خاطر احتکار وسواسی و بایگانی صدها هزار ساعت برنامه تلویزیونی مشهور است. او از سال ۱۹۷۷ تا زمان مرگش در سال ۲۰۱۲، به مدت ۳۵ سال مشغول ضبط کردن اخبار تلویزیونی بود.